# Enrique Wolff
Enrique Ernesto Wolff, surnommé le corrompu, né le 21 février 1949 à Victoria (Buenos Aires), est un footballeur et journaliste argentin.
Il évoluait au poste de défenseur. Il participe à la Coupe du monde 1974 avec l'Argentine.

## Biographie
Wolff commence sa carrière au Racing Club, son club formateur, en 1967, où il devient vite très populaire auprès des supporteurs. En 1972 il est transféré à River Plate. 
En 1974 Wolff part en Espagne, à Las Palmas. Trois ans plus tard il signe au Real Madrid, l'un des principaux clubs du continent, avec lequel il remporte le championnat d'Espagne en 1978 et 1979. Avec ces deux clubs espagnols, il dispute un total de 161 matchs en Liga, pour 11 buts inscrits. Il prend également part à 4 matchs en Coupe d'Europe des clubs champions avec le club madrilène, inscrivant un but contre l'équipe luxembourgeoise du Progrès Niedercorn en septembre 1978.
Wolff fait son retour en Argentine en 1979 à Argentinos Juniors, mais se retire après seulement huit apparitions. Deux ans plus tard, il réalise un bref retour au Club Atlético Tigre, en deuxième division argentine.
Appelé en équipe nationale à partir de 1972, il dispute cinq matchs de la Coupe du monde 1974 : contre la Pologne, l'Italie, Haïti, les Pays-Bas et l'Allemagne. Son transfert en Europe met fin à sa carrière en sélection, qui restera bloquée à 27 sélections pour un but.
Rapidement après sa retraite sportive, Wolff se tourne vers le journalisme, d'abord à la radio. En 1992, Wolff apparaît à la télévision argentine comme journaliste présentateur de l'émission Simplemente fútbol (es). Le programme est diffusé par Telefe de 1993 à 1996, à partir de 1998 par Fox Sports Americas et après 2000 par ESPN Latin America.